# Martín Molini
Martín Molini (Neuquén, Argentina, 20 de mayo de 1995) es un ex-futbolista argentino. Jugaba de delantero.

## Biografía
Debutó el 13 de noviembre de 2013 por Huachipato frente a Deportes Temuco, en un partido válido por la Copa Chile 2013, anotando su primer gol como profesional. El 7 de noviembre de 2016 anotaría su primer gol en Primera División, ante Universidad de Chile. Sería cedido a Ñublense en julio de 2017, pero no llegaría a debutar debido a una lesión, retirándose del futbol profesional el año siguiente.

## Clubes
| Club       | País  | Año       | Part. | Goles |
| ---------- | ----- | --------- | ----- | ----- |
| Huachipato | Chile | 2013-2017 | 13    | 2     |
| Ñublense   | Chile | 2017-2018 | 0     | 0     |